# Nant-le-Petit
Nant-le-Petit ist eine französische Gemeinde mit 77 Einwohnern (Stand: 1. Januar 2022) im Département Meuse in der Region Grand Est. Sie gehört zum Kanton Ancerville und zum Arrondissement Bar-le-Duc.
Nachbargemeinden sind Nant-le-Grand im Norden, Maulan im Nordosten, Ligny-en-Barrois im Osten, Fouchères-aux-Bois im Südosten, Ménil-sur-Saulx im Südwesten und Stainville im Westen.

## Bevölkerungsentwicklung
| Jahr      | 1962 | 1968 | 1975 | 1982 | 1990 | 1999 | 2008 | 2019 |
| --------- | ---- | ---- | ---- | ---- | ---- | ---- | ---- | ---- |
| Einwohner | 102  | 87   | 76   | 75   | 106  | 91   | 84   | 75   |

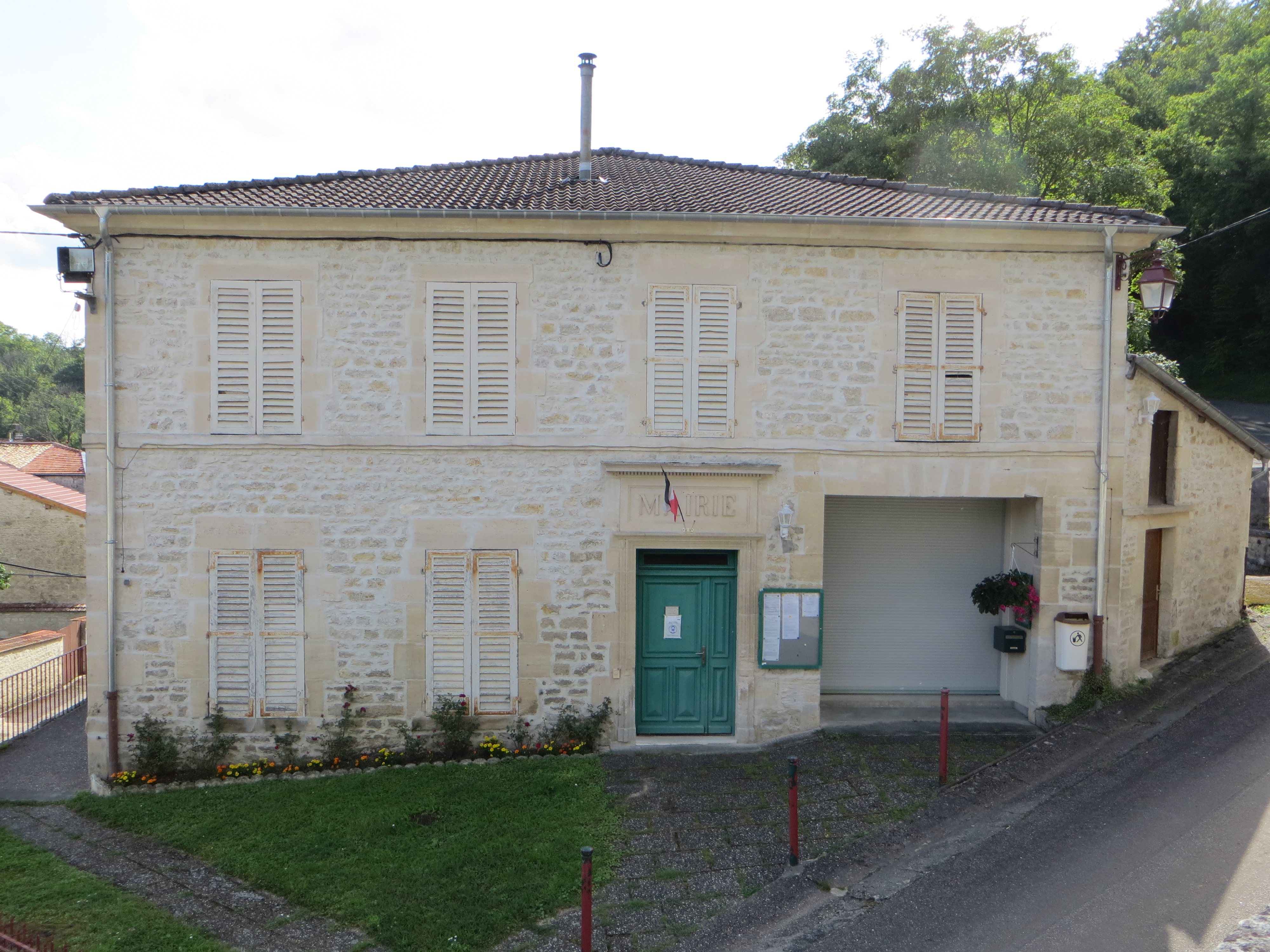
Mairie Nant-le-Petit
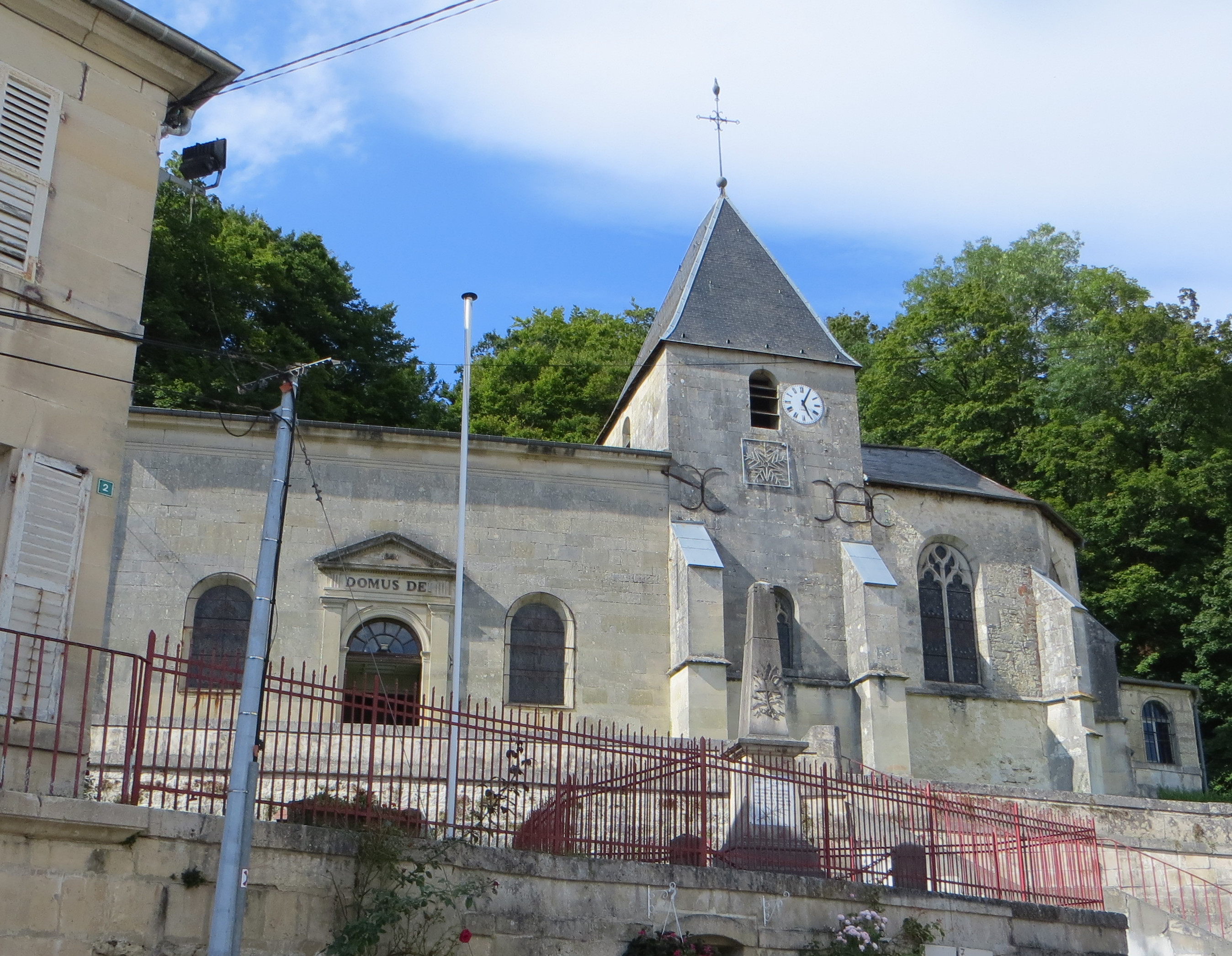
Kirche Saint-Martin